# Марушкевич Алла Адамівна
А́лла Ада́мівна Марушке́вич (нар. 4 жовтня 1957 року, Іванопіль) — педагог, доктор педагогічних наук (2004), професор (2005). 

## Біографічні дані
Народилася 4 жовтня 1957 року в Іванополі.
У 1984 році закінчила Київський університет. Працювала вчителем у Києві. Працювала методистом Міністерства освіти і науки України.
З 1995 року працює — у Київському університеті: з 2004 — професор, з 2013 року — завідувач кафедри педагогіки.
Хобі — вивчення архівних документів, історична проза, подорожі.

## Наукова робота
Наукові дослідження: історія освіти і науки України та зарубіжжя; історія кафедр педагогіки класичних університетів України; етнопедагогіка, якість оцінювання роботи науково-педагогічних кадрів в Україні та різних країнах світу; персональний досвід науково-педагогічної діяльності визначних постатей в галузі освіти; розвиток класичної української та зарубіжної літератури. Започаткувала в українській педагогіці новий напрям — огієнкознавство.
Член редколегії журналу «Вісник Київського національного університету імені Тараса Шевченка. Серія: Психологія. Педагогіка. Соціальна робота», «Актуальні проблеми соціології, психології, педагогіки», часопису «Збірник наукових праць Військового інституту КНУ імені Тараса Шевченка», «Вісник Запорізького національного університету: збірник наукових праць. Педагогічні науки».

### Основні праці
За ЕСУ:
- Невтомний працівник українського Ренесансу Іван Огієнко: педагогічний аспект. — 1996;
- Науково-педагогічна спадщина Івана Огієнка. — 1998;
- Родинна педагогіка: навч.-метод. посіб. — 2002 (співавтор);
- Вступ до етнопедагогіки: навч. посіб. — 2004 (співавтор);
- С. Ананьїн (1873–1942): педагогічні ідеї: навч. посіб. — 2011 (співавтор);
- Основи психології та педагогіки: підруч. — 2011 (співавтор);
- Соціально-педагогічні ідеї освітян кінця XIX–XX століття. — 2012 (співавтор);
- Педагогіка вищої школи: підруч. — 2015 (співавтор); (усі — Київ)[1].